# Le Ménil-Vicomte
Le Ménil-Vicomte is een gemeente in het Franse departement Orne (regio Normandië) en telt 44 inwoners (2009). De plaats maakt deel uit van het arrondissement Mortagne-au-Perche.

## Geografie
De oppervlakte van Le Ménil-Vicomte bedraagt 3,8 km², de bevolkingsdichtheid is dus 11,6 inwoners per km².
De onderstaande kaart toont de ligging van Le Ménil-Vicomte met de belangrijkste infrastructuur en aangrenzende gemeenten.

## Demografie
Onderstaande figuur toont het verloop van het inwonertal (bron: INSEE-tellingen).